# 颱風鸚鵡 (2014年)
颱風鸚鵡（英語：Typhoon Nuri，國際編號：1420，聯合颱風警報中心：WP202014，菲律賓大氣地球物理和天文管理局：Paeng）為2014年太平洋颱風季第20個被命名的風暴。「鸚鵡」（Nuri）一名是由馬來西亞提供，是指一種身上有藍色冠羽的鸚鵡。
鸚鵡是一個巨大而又強烈的熱帶氣旋，是當年太平洋颱風季乃至全球的最強烈的熱帶氣旋之一。由於系統離陸地較遠，所以所幸對陸地的影響並不大，主要是在溫帶氣旋時期引發北美寒潮。系統源於關島附近的一個大型低壓區，10月28日20時，美國海軍研究實驗室給予其96W的擾動編號。系統又於10月30日發展為一個熱帶低氣壓，並於10月31日發展為熱帶風暴，11月1日發展為颱風。系統於11月2日爆發式增強，迅速清空一個半徑不到15千米的細小風眼，並於當天晚上達到超強颱風強度，次日凌晨達到最高強度。鸚鵡於11月3日開始眼墻置換，強度逐漸減弱。系統於11月7日轉化為一股溫帶氣旋，又於11月8日早上再次增強至颶風程度風力，氣壓迅速下降至924百帕斯卡，七級風圈半徑逾3300千米，是全球史上最大風暴之一。溫帶氣旋鸚鵡的殘余雲系將寒潮帶到北美，導致北美出現歷史同期罕見的低溫極寒天氣。

## 發展過程

### 熱帶氣旋時期
2014年10月28日，一個低壓區在關島西南方海面上生成。中午12時，美國海軍研究實驗室給予擾動編號96W。下午2時，聯合颱風警報中心對其在24小時內形成為熱帶氣旋的機會給予「LOW」的評級。同時，日本氣象廳將其評為低壓區。
10月30日下午2時，聯合颱風警報中心對其評級提升為「MEDIUM」。下午5時，聯合颱風警報中心對其發佈熱帶氣旋形成警報，並對其評級提升為「HIGH」。下午8時，日本氣象廳將其升格為熱帶低氣壓。
10月31日上午8時，日本氣象廳對其發出烈風警報。同時，聯合颱風警報中心將其升格為熱帶低氣壓，並給予編號20W。香港天文台在未有事先表示「一個熱帶低氣壓似乎在形成中」的情況下，於上午10時將其升格為熱帶低氣壓。下午2時，日本氣象廳將其升格為熱帶風暴，給予國際編號1420，並命名為鸚鵡。同時，中央氣象台將其升格為熱帶風暴。中央氣象局亦將其升格為輕度颱風。下午8時，聯合颱風警報中心將其升格為熱帶風暴。下午10時，香港天文台將其升格為熱帶風暴。
11月1日上午8時，日本氣象廳將其升格為強烈熱帶風暴。上午10時，香港天文台將其升格為強烈熱帶風暴。下午2時，中央氣象台將其升格為強熱帶風暴。下午8時，日本氣象廳將其升格為颱風。同時，中央氣象局將其升格為中度颱風。
11月2日上午2時，聯合颱風警報中心將其升格為一級颱風。同時，中央氣象台將其升格為颱風。上午4時，香港天文台將其升格為颱風。到了早上，鸚鵡開始出現爆發增強，风眼急速清空。上午8時，聯合颱風警報中心將其升格為二級颱風。同時，中央氣象台將其升格為強颱風。下午2時，聯合颱風警報中心將其直接升格為四級颱風。同時，中央氣象台將其升格為超強颱風。下午4時，香港天文台將其升格為強颱風。下午8時，聯合颱風警報中心將其升格為超級颱風，並預測它將會達到五級颱風強度。同時，中央氣象局將其升格為強烈颱風。
11月3日上午2時，聯合颱風警報中心將其升格為五級颱風，繼黃蜂之後成為2014年第六個五級颱風，一分鐘平均風速155節，與黃蜂和黑格比並列為今年最強颱風。上午4時，香港天文台將其升格為超強颱風。
11月4日上午，鸚鵡進入眼牆置換，因此其強度開始減弱。下午2時，聯合颱風警報中心將其降格為四級颱風。下午8時，中央氣象台將其降格為強颱風。下午10時，香港天文台將其降格為強颱風。

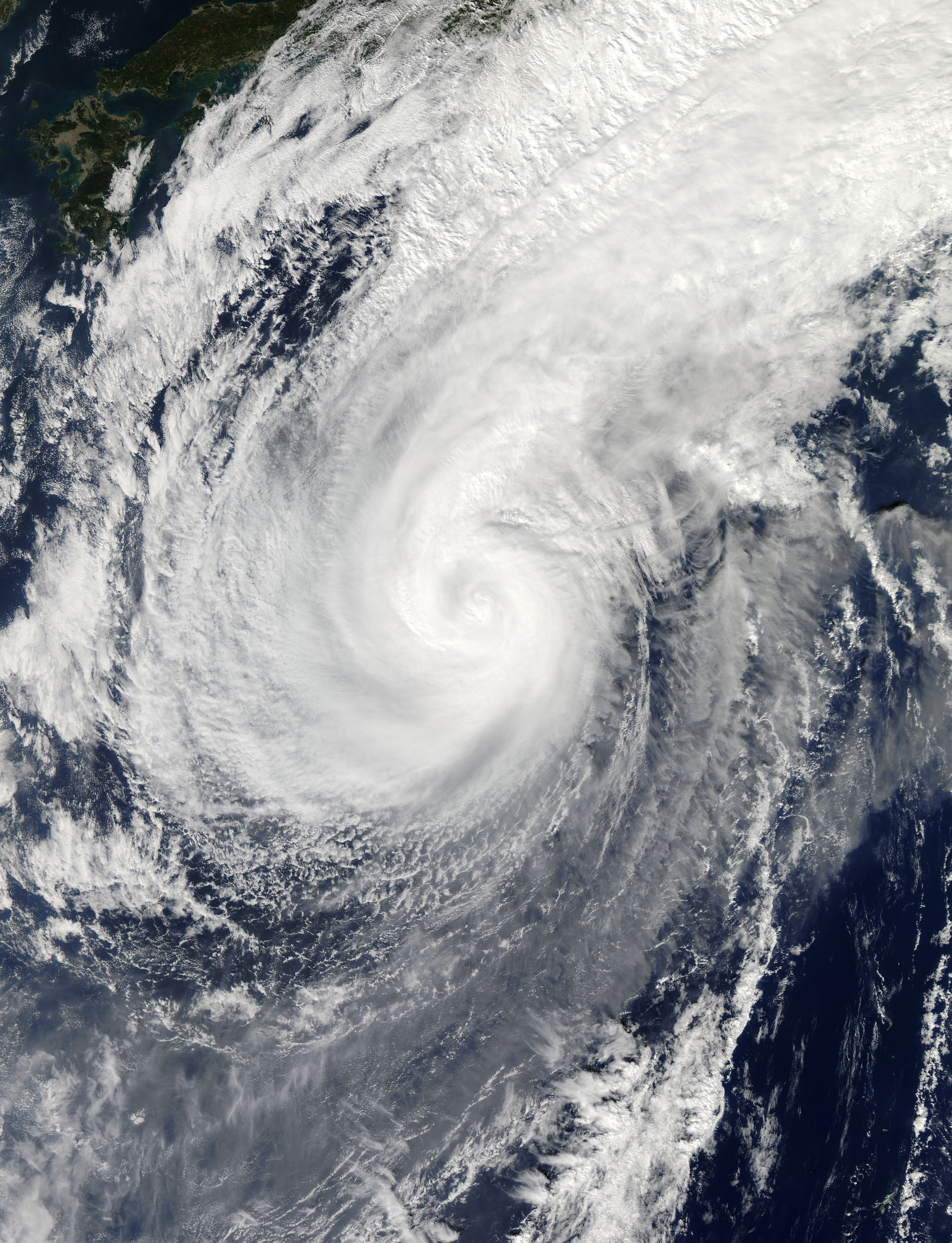
11月5日，位於小笠原群島和本州之間的颱風鸚鵡

11月5日上午2時，聯合颱風警報中心將其降格為三級颱風。同時，中央氣象局將其降格為中度颱風。下午2時，聯合颱風警報中心將其降格為二級颱風。同時，中央氣象台將其降格為颱風。下午4時，香港天文台將其降格為颱風。下午8時，聯合颱風警報中心將其降格為一級颱風。

### 溫帶氣旋時期
11月6日上午8時，日本氣象廳和香港天文台將其降格為強烈熱帶風暴。同時，聯合颱風警報中心將其降格為熱帶風暴，並對其發出最後的警報。中央氣象局亦將其降格為輕度颱風。下午2時，中央氣象台將其降格為強烈熱帶風暴。下午8時，中央氣象台認為鸚鵡已經轉化為一股溫帶氣旋。同時，香港天文台將其降格為熱帶風暴。
11月7日上午2時，日本氣象廳認為鸚鵡已經轉化為一股溫帶氣旋。上午8時，香港天文台認為鸚鵡已經轉化為一股溫帶氣旋。
之後，該溫帶氣旋系統再度增強至颶風程度的風力，氣壓更下降至920hPa，成為北太平洋史上最強的溫帶氣旋之一，故另有「白令炸彈」之稱。其七級風圈達3300餘千米，是全球史上最大的風暴之一，面積相當於同年颱風威馬遜的十倍。位于鹦鹉中心100千米之外的白令岛甚至测得了930.1百帕的气压。

### 事後調整
其後，於日本氣象廳發佈的最佳路徑中，日本氣象廳將鸚鵡的風速上調至110節。中国中央气象台的最佳路径，把鹦鹉的接近中心最高持续风速，由每秒60米上调至每秒68米。在香港天文台的《2014熱帶氣旋年刊》中，鸚鵡的強度亦被大幅上調至每小時250公里。

## 影響

### 美國、加拿大

「白令炸彈」之殘餘雲系將寒潮帶到北美，導致該區天氣極之嚴寒

在達到巔峰之後，「白令炸彈」繼而接近加拿大及美國，影響200萬居民，並帶來比正常更低的氣溫和更早的暴風雪。緬因、威斯康辛、新罕布夏、紐約上州和賓夕法尼亞州部分地區飄起雪花。懷俄明州大部分地區和明尼蘇達與愛阿華州部分地區11日的氣溫降至冰點以下，蒙大拿州巨瀑市的氣溫只有華氏7度。德克薩斯州和奧克拉荷馬州12日的高溫降至華氏30多度。阿拉斯加州西南海岸出現強風，一處美軍設施關閉。強風導致安克拉治西南方向2414公里一座島嶼上的空軍站設施損壞，但屋頂還沒被颳掉。Shemya島美軍雷達站工作的120名工人接到警報，在強風來襲時沒有出門。而在申雅島，曾一度錄得110km/h的持續風速以及156km/h的陣風風速。在美國空軍的報告中，申雅島只有受到輕微的損害。

## 外部連結
- （日語）日本氣象廳：1420最佳路徑數據 （页面存档备份，存于）、2014年熱帶氣旋最佳路徑（數據 （页面存档备份，存于）、路徑圖 （页面存档备份，存于））
- （英文）美國聯合颱風警報中心：20W最佳路徑數據 （页面存档备份，存于）、超級颱風鸚鵡最佳路徑圖
- （简体中文）中國國家氣象中心：2014年熱帶氣旋最佳路徑數據
- （繁體中文）中華民國交通部中央氣象局：颱風資料庫——
- （繁體中文）香港天文台：2014年11月熱帶氣旋概述 （页面存档备份，存于）《2014熱帶氣旋年刊》 （页面存档备份，存于）、實時天氣稿（10月31日 （页面存档备份，存于）－11月1日 （页面存档备份，存于）－2日 （页面存档备份，存于）－3日 （页面存档备份，存于）－4日 （页面存档备份，存于）－5日 （页面存档备份，存于）－6日 （页面存档备份，存于））